# Bajkov
Bajkov je priimek več oseb:
- Aleksej Pavlovič Bajkov, sovjetski general
- Aleksej Ivanovič Bajkov, sovjetski general
- Aleksander Dimitrijevič Bajkov, ruski častnik in biolog